# James Tait
James Tait (* 19. Juni 1863 in Manchester; † 4. Juli 1944 in Wilmslow) war ein britischer Mittelalterhistoriker. Er war Professor für Antike und Mittelalterliche Geschichte (Ancient and Medieval History) an der University of Manchester.
Tait studierte in Oxford und war danach an der University of Manchester, an der er 1902 bis 1919 den Lehrstuhl für Antike und Mittelalterliche Geschichte hatte. Er war neben Thomas Frederick Tout Begründer der Manchester Historical School, die sich dem intensiven Studium von Quellentexten verpflichtet sah. Er galt als führende Autorität für frühmittelalterliche Stadtgeschichte in England.
1923 bis 1932 war er der erste Präsident der English Place-Name Society. 1921 wurde er zum Mitglied der British Academy gewählt.

## Schriften
- Medieval Manchester and the Beginnings of Lancashire, Manchester University Press 1904, Archive
- The Medieval English Borough: Studies on its origins and constitutional history, Manchester University Press 1936, Online
- Herausgeber: Chronica Johannis de Reading et anonymi Cantuariensis, 1346–1367, Manchester University Press 1914, Archive
- Herausgeber: The Domesday survey of Cheshire, Chetham Society 1916
- Herausgeber mit V. H. Galbraith: Herefordshire Domesday, circa 1160–1170, Pipe Roll Society, 1950
- Herausgeber mit Adolphus Ballard: British borough charters, 1216–1307, Cambridge University Press 1923, Archive
- Herausgeber: The chartulary or register of St. Abbey of St. Werburgh Chester, 2 Bände, Chetham Society 1923, Band 2
- The study of early municipal history in England, Oxford University Press 1922, Archive